# Sandrecki
Sandrecki (Sandreczyk, Sandreczky, Sandraszyc (Sandraschütz)) – odmiana herbu szlacheckiego Ślepowron.

## Opis herbu
Opis zgodnie z klasycznymi regułami blazonowania:
W złotym polu, kruk w prawo, z pierścieniem w czerwonym dziobie, ze złotą obrożą na szyi, na zielonym pagórku. W klejnocie, powtórzony motyw kruka na pagórku w prawo. Labry czarne podbite złotem.

## Odmiany
- W polu złotym czarny kruk z takimż pierścieniem w dziebie, w klejnocie taki sam kruk, labry czarne podbite złotem.
- Udostojnienie hrabiowskiej wersji herbu: tarcza czteropolowa, w polach pierwszym i czwartym srebrnych, czarny pruski orzeł, bez insygniów w szponach, w polach drugim i trzecim złotych, herb rodowy. Trzy hełmy ukoronowane koronami szlacheckimi, dwa z klejnotem rodowym, nad środkowym czarny pruski orzeł. Labry czarne, środkowego i lewego podbite złotem, prawego srebrem. Tarczę trzymają błękitno odziani hajducy w żółtych wysokich butach.

## Najwcześniejsze wzmianki
Odmiana, przysługująca Sandreckim, rodzinie polskiego pochodzenia, na Śląsku w XIII stuleciu osiadłej. Baronowie od 1697, hrabiowie od 1741 roku.
Od nazwiska Sandreckich niemiecki językoznawca Heinrich Adamy wywodzi nazwy dwóch miejscowości na Śląsku - Sądrożyc oraz Sandreczky.

## Herbowni
Sandrecki (Sendraszyc, Sandrecky von Sandraschütz)